# Енрико Ферми
Енрѝко Фѐрми (на италиански: Enrico Fermi) е изтъкнат италиански и натурализиран американски физик, създател на първия в света ядрен реактор и първата верижна реакция. Наричан е „архитект на ядрената епоха“ и „архитект на атомната бомба“. Той е един от малкото физици, които имат значителни приноси както в теоретичната, така и в експерименталната физика. Ферми притежава няколко патента, свързани с използването на ядрената енергия, и е награден с Нобелова награда за физика през 1938 г. за работата си върху индуцираната радиоактивност чрез неутронно бомбардиране и за откриването на трансуранови елементи.
Основните му изследвания и постижения са в областта на атомната и ядрена физика, статистическата механика, космическата физика, физиката на високите енергии и астрофизиката със значителен принос за развитието на статистическата механика, квантовата теория и ядрената и физиката на частиците. Той е един от основоположниците на квантовата механика. През 1925 година заедно с Дирак разработва статистиката на частиците, които се подчиняват на принципа на Паули. По-късно тези частици са наречени на негово име – фермиони. Открива забавянето на неутроните и създава теорията, която го описва. Неговата теория, по-късно наричана взаимодействие на Ферми, днес слабо взаимодействие, описва едно от четирите фундаментални взаимодействия в природата. Чрез експерименти, индуциращи радиоактивност с открития неутрон, Ферми открива, че бавните неутрони са по-лесно улавяни от атомните ядра, отколкото бързите. След бомбардиране на торий и уран с бавни неутрони, той заключава, че е създал нови елементи. По-късно става ясно, че това са продукти на ядрено делене.
Ферми напуска Италия през 1938 г., за да избегне новите италиански расови закони, които засягат неговата еврейска съпруга Лаура Капон Ферми. Той емигрира в Съединените щати, където работи по проекта Манхатън по време на Втората световна война. Ферми ръководи екипа, проектирал и построил първия ядрен реактор, който на 2 декември 1942 г. демонстрира първата създадена от човека, самоподдържаща се ядрена верижна реакция. В Лос Аламос той оглавяваше дивизията, част от която работи върху термоядрената „супер“ бомба на Едуард Телер. Той присъства на теста Тринити на 16 юли 1945 г., където използва метода на Ферми, за да оцени добива на бомбата.
След войната Ферми служи под ръководството на Робърт Опенхаймер в Генералния консултативен комитет, който съветва Комисията по атомна енергия по ядрени въпроси. След взрива на първата съветска ядрена бомба през август 1949 г., той се противопоставя на разработването на водородната бомба както по морални, така и по технически причини. Той е сред учените, които свидетелстват в защита на Опенхаймер по време на процеса през 1954 г. Ферми прави важни изследвания в областта на физика на частиците, особено свързани с пионите и мюоните, и предполага, че космическите лъчи възникват, когато вещество се ускорява от магнитни полета в междузвездното пространство. Много награди, концепции и институции са кръстени на Ферми, включително наградата „Енрико Ферми“, Института „Енрико Ферми“, Националната ускорителна лаборатория „Енрико Ферми“, Гама-лъчев космически телескоп Ферми, Ядрената станция на Енрико Ферми и синтетичния елемент фермий, което го прави един от 16-те учени, които имат елементи, наречени на тях.

## Биография

### Ранни години
Енрико Ферми е роден на 29 септември 1901 г. в Рим в семейството на Алберто Ферми, чиновник в Министерството на съобщенията, и Ида де Гатис, начална учителка, която конструира собствен модел на тенджера под налягане. Още от малък Енрико Ферми започва да се занимава с физика и математика, интерес към които проявява и по-големият му брат Джулио. Когато брат му умира внезапно през 1915 година от абсцес на гърлото, четиринадесетгодишният Енрико е потресен и се потапя напълно в изучаването на научни дисциплини. Според собствените му спомени, той всеки ден отива до болницата, в която е починал Джулио.
Сред първите източници, от които Енрико Ферми започва да изучава физика, е закупената от квартален пазар „Elementorum physicae mathematicae“. Тя е написана на латински от отец Андреа Карафа, преподавател в Коледжо Романо, и съдържа основни сведения по математика, класическа механика, астрономия, оптика и акустика. Запазено е копието, принадлежало на Ферми в детството му, с множество негови ръкописни бележки.
По-късно Енрико Ферми се сприятелява със свой съученик, също проявяващ интерес към науката, бъдещия физик Енрико Персико. И двамата работят заедно по научни проекти, като конструирането на жироскопи и измерването на земното магнитно поле. Интересът на Ферми към физиката е насърчаван от Адолфо Амидеи, приятел на баща му, който му дава няколко книги по физика и математика.
През 1918 година Ферми се записва във висшето училище Скуола нормале в Пиза. Приемният изпит включва есе на тема „Характеристики на звука“, в което той извежда и решава частното диференциално уравнение за трептенията на струна, използвайки Фурие анализ. Изпитващият преподавател Джулио Питато провежда отделен разговор с Ферми и стига до заключението, че есето му е достатъчно и за докторска дисертация, след което Ферми е класиран пръв сред кандидатите на изпита. В Пиза той се сприятелява със своя състудент Франко Разети, който по-късно става негов близък сътрудник. Извън нормалната учебна дейност, включваща запознаване с общата теория на относителността, квантовата механика и атомната физика, Ферми успява да работи и по допълнителни проекти, подпомаган от Енрико Персико, който остава да учи в Рим.
Познанията на Енрико Ферми в областта на квантовата физика са високо оценени от ръководителя на Физическия институт Луиджи Пучанти, който го кани да организира семинар на тази тема. По това време Ферми се запознава с тензорния анализ, необходим за демонстриране на принципите на общата теория на относителността. През 1921 година той прави първата си научна публикация в списанието „Нуово Чименто“, озаглавена „За динамиката на плътна система от електрични заряди в неустойчиво състояние“ и демонстрираща някои несъответствия между теорията на относителността и електродинамичната теория. Година по-късно, продължавайки темата, той публикува нова статия, която за пръв път е издадена и в чужбина, в германското списание „Физикалише Цайтшрифт“.
През 1922 година Ферми се дипломира и започва да подготвя докторската си дисертация, също в Скуола нормале, под ръководството на Луиджи Пучанти.

### Научна кариера в Италия
През 1923 г. решава да пътува в чужбина и прекарва един семестър в Гьотингенския университет при Макс Борн, където среща Вернер Хайзенберг и Паскуал Йордан. През 1924 учи в Лайденския университет с Паул Еренфест, със стипендия от Рокфелеровата фондация. Тук Ферми се среща с Хендрик Лоренц и Алберт Айнщайн и става добри приятели със Самуел Годсмит и Ян Тинберген. От януари 1925 г. до края на 1926 г. Ферми преподава математическа физика и теоретична механика във Флорентинския университет, където заедно с Расети провежда серия от експерименти върху въздействието на магнитните полета върху живачни пари. Той също така участва в семинари в Римския университет Сапиенца и изнася лекции по квантова механика и физика на твърдото тяло.
Професорите в Италия се определят с конкурс за вакантно място, като кандидатите се оценяват по техните публикации от комитет от професори. Ферми кандидатства за ръководител на факултета по математическа физика в Университета в Каляри, Сардиния, но мястото е заето от Джовани Джорджи. През 1926 г., на 24-годишна възраст, кандидатства за професор в Римския университет Сапиенца. Това е нов университет, един от първите три с теоретичната физика в Италия, създаден от министъра на образованието по настояване на професор Орсо Марио Корбино, професор по експериментална физика на университета, директор на Института по Физика и член на кабинета на Бенито Мусолини. Корбино, който също председателства комисията по подбора, се надява, че новият председател ще повиши стандарта и репутацията на физиката в Италия. Комитетът избира Ферми пред Енрико Персико, а Алдо Понтремоли и Корбино помагат на Ферми да наеме своя екип, към който скоро се присъединяват известни студенти като Едоардо Амалди, Бруно Понтекорво, Еторе Майорана и Емилио Сегре, както и Франко Расети, който Ферми назначава за свой помощник. Скоро им даден прякора „момчетата от улица Панисперна“, улицата, където се намира Институтът по физика.
Ферми се жени за Лора Капон, студентка по природни науки в университета, на 19 юли 1928 г. Те имат две деца: Нела, родена през януари 1931 г., и Джулио, роден през февруари 1936 г. На 18 март 1929 г. Ферми е назначен за член на Кралската академия в Италия от Мусолини, а на 27 април той се присъединява към фашистката партия. По-късно се противопоставя на фашизма, когато расистките закони от 1938 г. са обнародвани от Мусолини, за да приближат италианския фашизъм идеологически по-близо до германския национал-социализъм. Тези закони застрашават Лора, която е еврейка и оставят много от изследователите, с които Ферми работи без работа.
По време на престоя си в Рим, Ферми и неговата група правят важен принос в много практически и теоретични аспекти на физиката. През 1928 г. той публикува своето „Въведение в атомната физика“ („Introduzione alla fisica atomica“), което предоставя на италианските студенти актуален и достъпен текст. Ферми също чете публични лекции и пише популярни статии за учени и учители, за да разпространи възможно най-широко познанията за новата физика. Част от неговия метод на преподаване е да събере колеги и студенти заедно в края на деня и да обсъди даден проблем, често от собствените му изследвания. Знак за успеха е, че чуждестранни студенти започват да идват в Италия.
По това време физиците са озадачени от бета-разпада, при което електрон е излъчен от атомното ядро. За да е в сила закона за запазване на енергията, Паули постулира съществуването на невидима частица без заряд и малка или никаква маса, която също се е излъчва по същото време. Ферми се заема с тази идея, която разработва в статия през 1933 г., а след това и по-обширна статия през следващата година, в която включва постулираната частица, която нарича неутрино. Неговата теория, по-късно наричана взаимодействие на Ферми, и още по-късно теория на слабото взаимодействие, описва една от четирите основни сили на природата. След смъртта му е открито неутриното и неговата теория за взаимодействието показва защо е толкова трудно то да се открие. Когато изпраща статията си в британското списание Nature, редакторът на списанието я отхвърля.
През януари 1934 г. Ирен Жолио-Кюри и Фредерик Жолио обявяват, че са бомбардирали елементи с алфа частици и предизвиквали в тях радиоактивност. През март асистентът на Ферми, Джан-Карло Уик предоставя теоретично обяснение, използвайки теорията на Ферми за бета-разпадането. Ферми решава да премине към експериментална физика, използвайки неутрона, които Джеймс Чадуик открива през 1932 г. През март 1934 г. Ферми иска да види дали може да предизвика радиоактивност с източника на неутрони на Расети полоний-берилий. Неутроните нямат електрически заряд и така не биха се отклонили от положително зареденото ядро. Това означава, че те се нуждаят от много по-малко енергия, за да проникнат в ядрото от заредените частици, и така не биха изисквали ускорител на частици, които момчетата от улица Панисперна нямат.
Идеята на Ферми е да се замени източникът на полоний-берилий с радон-берилий, който той създава чрез пълнене на стъклена крушка с берилиев прах, евакуиране на въздуха и след това добавяне на 50 mCi радонов газ, доставен от Джулио Чезаре. Това създава много по-силен източник на неутрони, чиято ефективност намалява с 3,8-дневния период на полуразпад на радона. Той знае, че този източник също излъчва гама-лъчи, но въз основа на неговата теория той вярва, че това няма да повлияе на резултатите от експеримента. Той започва с бомбардиране на платина, елемент с висок атомен номер, който е лесно достъпен, но без успех. Той след това опитва с алуминий, който излъчва алфа частица и произвежда натрий, който след това се разпада на магнезий с емисия на бета частици. Той опитва с олово, без успех, и след това флуор под формата на калциев флуорид, който излъчва алфа частица и произвежда азот, разпадайки се в кислород чрез емисия на бета-частици. Като цяло той индуцира радиоактивност в 22 различни елемента. Ферми бързо съобщава за откритието на неутронно-индуцирана радиоактивност в италианското списание „La Ricerca Scientifica“ на 25 март 1934 г.
Естествената радиоактивност на тория и урана прави трудно да се определи какво се случва, когато тези елементи са бомбардирани с неутрони, но след правилно елиминиране на наличието на елементи по-леки от урана, но по-тежки от оловото, Ферми заключава, че са създадени нови елементи, които нарича хесперий и аузоний. Химичката Ида Нодак критикува тезата, като предполага, че някои от експериментите може да са произвели по-леки елементи от оловото, а не нови, по-тежки елементи. Нейното предложение не е взето сериозно тъй като нейният екип не е провеждал никакви експерименти с уран и твърдението, че е открила мазурий (технеций) е оспорено. По това време се смята, че ядреното делене е малко вероятно, ако не и невъзможно, базирано на теоретични основания. Докато физиците очакват елементите с по-високи атомни номера да се образуват от неутронно бомбардиране на по-леки елементи, никой не очаква неутроните да имат достатъчно енергия, за да разделят по-тежък атом на два по-леки фрагмента по начина, който предлага Нодак.
Момчетата от улица Панисперна също забелязват някои необясними ефекти. Експериментът сякаш работи по-добре на дървена маса, отколкото на мраморна плоча. Ферми си спомня, че Джолио-Кюри и Чадуик забелязват, че парафиновият восък е ефективен при забавяне на неутроните, така че той решава да опита. Когато неутроните преминават през парафинов восък, те предизвикват стократно по-голяма радиоактивност в сребро в сравнение с това, когато са бомбардирани без парафин. Ферми предполага, че това се дължи на водородните атоми в парафина. Това обяснява и разликата между дървените и мраморните плотове. Потвърдено е чрез повтаряне на експеримента с вода. Той заключава, че сблъсъците с водородните атоми забавят неутроните. Ферми осъзнава, че това води до по-голяма радиоактивност, тъй като бавните неутрони са по-лесно улавяни отколкото бързите. Той разработва уравнение за дифузия, за да опише това, което става известно като възрастово уравнение на Ферми.
През 1938 г. на 37-годишна възраст Ферми получава Нобелова награда за физика за „демонстриране на съществуването на нови радиоактивни елементи при бомбардиране с неутрони и за откритието на забавянето на неутроните“. Поведението му по време на церемонията по награждаването предизвиква скандал във фашистка Италия. По думите на неговия дългогодишен колега Едоардо Амалди: „Фактът, че Ферми, вместо да носи фашистката униформа или тази на италиански академик, е облечен във фрак, и че вместо да използва фашисткия поздрав, просто стиска ръката на шведския крал, породиха истинска вълна от възмущение.“ Веднага след получаване на наградата в Стокхолм Ферми, жена му и двете му деца – син и дъщеря, емигрират в САЩ и пристигат в Ню Йорк. Жена му е от еврейски произход, а фашисткото правителство на Бенито Мусолини по подобие на нацисткия режим в Германия въвежда в действие дискриминационни антиеврейски закони.

### Проектът „Манхатън“
Ферми пристига в Ню Йорк на 2 януари 1939 г. Незабавно са му предложени длъжности в пет университета, и той приема пост в Колумбийския университет, където вече е чел летни лекции през 1936 г. Той получава новината, че през декември 1938 г. германските химици Ото Хан и Фриц Щрасман откриват елемента барий след бомбардирането на уран с неутрони, които Лиза Майтнер и племенникът ѝ Ото Фриш правилно тълкуват като резултат от ядрен разпад. Фриш потвърждава това експериментално на 13 януари 1939 г. Новината пресича Атлантическия океан с Нилс Бор, който трябва да изнася лекции в Принстънския университет. Изидор Исак Раби и Уилис Лам, двама физици от Колумбийския университет, работещи в Принстън, разбират за това и го отнасят в Колумбия. Раби казва, че е споменал на Енрико Ферми, но по-късно Ферми дава кредит на Лам. През 1939 г. развива количествената теория на йонизационните загуби на енергия от заредени частици, в която се взема предвид поляризацията на веществото. Той изказва мисълта, че при деленето на урана трябва да се очаква отделянето на бързи неутрони. По същото време го доказва експериментално – оказва се, че при разцепването на урановите ядра с помощта на бавни неутрони се отделят 2 – 3 нови бързи неутрона. Доказва възможността за осъществяване на верижна ядрена реакция на делене на урана. Построява първия ядрен реактор и на 2 декември 1942 г. го пуска в действие за първи път, като получава първата управляема верижна реакция.
В края на краищата Нодак се оказва права. Ферми отхвърля възможността за делене въз основа на неговите изчисления, но не взима предвид енергията на свързване, която би се появила, когато нуклид с нечетен брой неутрони абсорбира допълнителен неутрон. За Ферми новината идва като дълбоко неудобно положение, тъй като откриването на трансурановите елементи, за които той получава отчасти Нобелова награда, не са трансуранови елементи, а продукти на ядрено делене. Той добавя бележка под линия в този смисъл към речта си за приемане на Нобеловата награда.
Учените от Колумбия решават, че трябва да се опитат да открият енергията, отделена при ядреното делене на урана, когато са бомбардирани от неутрони. На 25 януари 1939 г. в сутерена на Колумбия, екип провежда първия експеримент за ядрено делене в САЩ. Другите членове на екипа са Хърбърт Л. Андерсън, Юджийн Т. Бут, Джон Р. Дънинг, Г. Норис Гласо и Франсис Г. Слейк. На следващия ден във Вашингтон, окръг Колумбия, започва петата Вашингтонска конференция по теоретична физика под съвместната егида на Университета Джордж Вашингтон и института Карнеги във Вашингтон. Там новината за ядреното делене се разпространява още по-далеч, като насърчава още много експериментални демонстрации.
Френските учени Ханс фон Халбан, Лю Коварски и Фредерик Жолио-Кюри показват, че уранът, бомбардиран от неутрони, излъчва повече неутрони, отколкото абсорбира, което предполага възможността за верижна реакция. Ферми и Андерсън го правят няколко седмици по-късно. Лео Силард получава 200 килограма уранов оксид от канадския производител на радий „Eldorado Gold Mines Limited“, което позволява на Ферми и Андерсън да провеждат експерименти с ядрено делене в много по-голям мащаб. Ферми и Силард си сътрудничат в разработването на устройство за постигане на управляема ядрена реакция – ядрен реактор. Поради скоростта на поглъщане на неутроните от водорода във водата, е малко вероятно да се постигне управляема реакция с естествен уран и вода като неутронен модератор. Въз основа на работата си с неутрони Ферми предполага, че реакцията може да се постигне с блокове на уранов оксид и графит като модератор вместо вода. Това намалява скоростта на неутронното улавяне и на теория може да създаде управляема верижна реакция.
Ферми е сред първите, които предупреждават военните лидери за потенциалното въздействие на ядрената енергия, като изнасят лекция по въпроса в отдела по военноморските сили на 18 март 1939 година. По-късно същата година Силард, Юджин Уигнър и Едуард Телер изпращат известното писмо, подписано от Айнщайн, до президента на САЩ Рузвелт, предупреждавайки, че нацистка Германия вероятно строи атомна бомба. В отговор Рузвелт основава Консултативния комитет по урана за разследване на въпроса. Консултативният комитет предоставя пари на Ферми за закупуване на графит. През август 1941 г. той има шест тона уранов оксид и тридесет тона графит, които използва, за да построи още по-голяма купчина в Шермерхорн Хол в Колумбия.
Секцията S-1 на Службата за научни изследвания и развитие, както сега е известен Консултативният комитет за урана, се среща на 18 декември 1941 г., като сега САЩ участват във Втората световна война, което прави работата неотложна. По-голямата част от усилията, спонсорирани от Комитета, са насочени към производството на обогатен уран, но членът на Комитета Артър Комптън определя, че е възможно да се използва плутоний, който може да се произвежда в ядрените реактори до края на 1944 г. Той решава да концентрира работата по плутония в университета в Чикаго. Ферми неохотно се премества и екипът му става част от новата металургична лаборатория там.
Възможните резултати от управляемата ядрена реакция са неизвестни, така че изглежда нецелесъобразно да се построи първият ядрен реактор в университета в Чикаго в средата на града. Комптън намира място в горския резерват Аргон Уудс, на около 30 километра от Чикаго. Сключен е договор за разработване на сайта, но работата е спряна от индустриален спор. Тогава Ферми убеждава Комптън, че може да построи реактора в университета в Чикаго. Изграждането започна на 6 ноември 1942 г. Формата е предвидена да бъде приблизително сферична, но тъй като работата продължава, Ферми изчислява, че критичността може да бъде постигната, без да се завърши цялата купчина, както е планирано.
За да продължи проучването така че да няма опасност за общественото здраве, реакторът е демонтиран и преместен на площадката на Аргон Уудс. Там Ферми насочва експерименти по ядрените реакции, наслаждавайки се на възможностите, които предлага реакторът в изобилието на произвеждани свободни неутрони. Лабораторията скоро се разраства от физика и инженерни науки в използване на реактора за биологични и медицински изследвания. Първоначално е управляван от Ферми като част от Университета в Чикаго, но става самостоятелна структура с Ферми като негов директор през май 1944 г. Ферми става американски гражданин през юли 1944 г.
В средата на 1944 г. Робърт Опенхаймер убеждава Ферми да се присъедини към своя проект в Лос Аламос, Ню Мексико. Пристигайки през септември, Ферми е назначен за асоцииран директор на лабораторията, с широка отговорност за ядрената и теоретичната физика, и е поставен начело на дивизия F, която носи неговото име. Дивизия F има четири клона: F-1 Супер и Обща теория под Телер, които изследват супер (термоядрена) бомба; Воден котел F-2 под ръководството на Кинг, който се грижи за водния хомогенен изследователски реактор за водогреен котел; F-3 Супер експериментиране при Егон Бретшер; и F-4 проучвания за ядрено делене под Андерсън. Ферми наблюдава теста на Тринити на 16 юли 1945 г. и провежда експеримент, за да оцени добива на бомбата, като пуска хартиени ленти във взривната вълна. Той изчислява разстоянието, на което са ответи вследствие на експлозията, и изчислява добива като десет килотона TNT; действителният добив е около 18.6 килотона.
Заедно с Опенхаймер, Комптън и Ърнест Лорънс, Ферми е част от научния комитет, който съветва Временния комитет за подбор на цели. Групата се съгласява с комисията, че атомните бомби ще бъдат използвани без предупреждение срещу промишлена цел. Подобно на останалите в лабораторията в Лос Аламос, Ферми разбира за атомните бомбардировки на Хирошима и Нагасаки от системата за озвучаване в техническата област. Ферми не вярва, че атомните бомби ще възпрат народите от започването на войни, нито смята, че е настъпило времето за световно правителство. Следователно той не се присъединява към Асоциацията на учените в Лос Аламос.

### Следвоенен период
Ферми става уважаем професор по физика в Университета в Чикаго на 1 юли 1945 г., въпреки че не напуска Лабораторията в Лос Аламос със семейството си до 31 декември 1945 г. Той е избран за член на Националната академия на науките на САЩ през 1945 г. Металургичната лаборатория става Аргонска национална лаборатория на 1 юли 1946 г., първата от националните лаборатории, създадени от проекта Манхатън. Късата дистанция между Чикаго и Аргон позволява на Ферми да работи и на двете места. В Аргон той продължава експерименталната физика, изследвайки разсейването на неутрони с Леона Маршал. Той също така обсъжда теоретичната физика с Мария Майер, помагайки ѝ да развие прозрения за спин-орбиталното взаимодействие, което евентуално довежда до получаването на Нобелова награда.
Проектът Манхатън е заменен от Комисията за атомна енергия на 1 януари 1947 г. Ферми служи в Генералния консултативен комитет на Комисията – влиятелен научен комитет, председателстван от Робърт Опенхаймер. Той също обича да прекарва няколко седмици всяка година в Националната лаборатория Лос Аламос, където си сътрудничи с Никълс Метрополис и с Джон фон Нойман за неустойчивостта на Релей-Тейлър, науката за това какво се случва на границата между две течности с различна плътност.
След взрива на първата съветска ядрена бомба през август 1949 г., Ферми, заедно с Исидор Раби, написва доклад за Комисията, който се противопоставя на развитието на водородна бомба по морални и технически основания. Въпреки това, Ферми продължава да участва в работата по водородната бомба в Лос Аламос като консултант. Заедно със Станислав Улам той изчислява, че не само количеството тритий, което е необходимо за модела на Телер на термоядрено оръжие, може да се окаже непосилно и невъзможно, но и че реакцията на термоядрен синтез все още не може да бъде гарантирана, за да се разпространи дори с това голямо количество тритий. Ферми е сред учените, които свидетелстват в защита на Опенхаймер по време на съдебния процес през 1954 г., което довежда до отнемане на разрешителното му да работи със секретни документи.
Ферми продължава да преподава в Чикагския университет. Неговите докторанти в следвоенния период са Оуен Чембърлейн, Джефри Чу, Джером Фридман, Марвин Голдбергер, Джъндао Ли, Артър Розенфелд и Сам Трайман. Джак Стайнбъргър е студент, и Милдред Дреселхаус е силно повлияна от Ферми през годината, в която е докторант.
Ферми е известен преди всичко със скромността си, но също така и с енергичността си, което му спечелва много приятели и обичта и уважението на колегите. На 50 години решава да започне изследвания в напълно нова за него област – физиката на високите енергии и астрофизиката. През 1949 г. разкрива механизма на ускоряване на първичните частици в космическите лъчи и разработва теорията за произхода на космическите лъчи в статията „За произхода на космическото лъчение“. Заедно с Джъннин Ян предлага през 1949 г. първия композиционен модел на елементарните частици. Извършва важни изследвания с пиони, мюони и мезони. През 1952 г. прави предсказания за първия адронен резонанс, разчитайки на статистически методи, като се аргументира, че точни отговори не са необходими, тъй като теорията все пак е грешна. В доклад, написан в съавторство с Джъннин Ян, той предполага, че пионите всъщност могат да бъдат съставни частици. Идеята е разработена по-нататък от Шойчи Саката. Оттогава той е заменен от кварковия модел, в който пионът е съставен от кварки, които завършват модела на Ферми и оправдават неговия подход.
Към края на живота си Ферми поставя под въпрос вярата си в обществото като цяло и неговата способност да направи мъдър избор по отношение на ядрените технологии.

## Смърт
Ферми претърпява операция в Мемориалната болница Билингс на 9 октомври 1954 г., след което се завръща у дома. 50 дни по-късно, на 28 ноември 1954 г. умира на 53 години от рак на стомаха (най-вероятно вследствие на радиоактивното облъчване при ядрените опити) в дома си в Чикаго. Неговата панихида се състои в параклиса на Университета в Чикаго, където колегите му Самюел Алисън, Емилио Сегре и Хърбърт Л. Андерсън описват загубата на един от най-ярките и продуктивни физици в света. Погребан е в гробището на Оук Уудс.

## Международно признание
Енрико Ферми е член на Академия деи Линчеи, чуждестранен член на Академията на науките на СССР, както и на международни научни дружества и организации. Президент на Американското физическо дружество (American Physical Society).
На негово име е именуван 100-тният химичен елемент фермий, в САЩ е учредена награда „Енрико Ферми“, а Институтът за ядрени изследвания в Чикаго носи неговото име.
Той създава своеобразна школа по физика и много от неговите ученици стават носители на Нобелова награда за физика – Джак Стайнбъргър, Оуен Чембърлейн, Джеръм Фридман, Т. Д. Ли и други.